# 케이엔더블유
케이엔더블유(KNW Co. Ltd.)는 대한민국의 기업이다. 본사는 경기도 파주시 문산읍 돈유3로 51에 위치해 있다. 대표이사 최경주이다.

## 같이 보기
- 솔베이 (기업)

## 참고 문헌
1. ↑  김경민, 한국IR협의회 기업리서치센터 기술분석보고서- 케이엔더블유, 2022.08.29
2. ↑  김경민, 하나금융투자 기업분석보고서 케이엔더블유, 2022년 3월 10일
3. ↑  CTT Research 탐방노트-케이엔더블유, 2021.12.08
4. ↑  김성태, HMC투자증권 Company Brief-케이엔터더블유, 2010.11.03